# Herichthys cyanoguttatus
A Herichthys cyanoguttatus a sugarasúszójú halak (Actinopterygii) osztályának sügéralakúak (Perciformes) rendjébe, ezen belül a bölcsőszájúhal-félék (Cichlidae) családjába tartozó faj.
A Herichthys csontoshal-nem típusfaja.

## Előfordulása
A Herichthys cyanoguttatus eredeti előfordulási területe az Amerikai Egyesült Államokbeli, Texasban levő Rio Grande folyórendszer alsó szakaszára és torkolatvidékére, valamint Mexikó déli és délkeleti részeire korlátozódott. Azonban betelepítették a texasi Edwards-fennsíkra (Edwards Plateau), Florida középső részén lévő mocsarakba, továbbá a mexikói Verde-folyómedencébe.

## Megjelenése
A hal átlagos testhossza 11,3 centiméter, de akár 30 centiméteresre is megnőhet.

## Életmódja
Ez a bölcsőszájúhal szubtrópusi és édesvízi. A 20-33 Celsius-fokos vízhőmérsékletet és a 6,5-7,5 pH értékű vizet kedveli. A folyómeder fenekének a közelében tartózkodik; a dús növényzetű parti részeket kedveli. Nagyon jól bírja a magasabb hőmérsékletet. Tápláléka gerinctelen állatok, főként férgek, rákok és rovarok; étrendjét kiegészíti növényi eredetű táplálékkal is.

## Szaporodása
Mindkét szülő őrzi és gondozza az ikrákat és az ivadékot.

## Felhasználása
Habár emberi fogyasztásra alkalmas, ezt a bölcsőszájúhalat főleg az akváriumok számára fogják ki, illetve tenyésztik.

## Képek

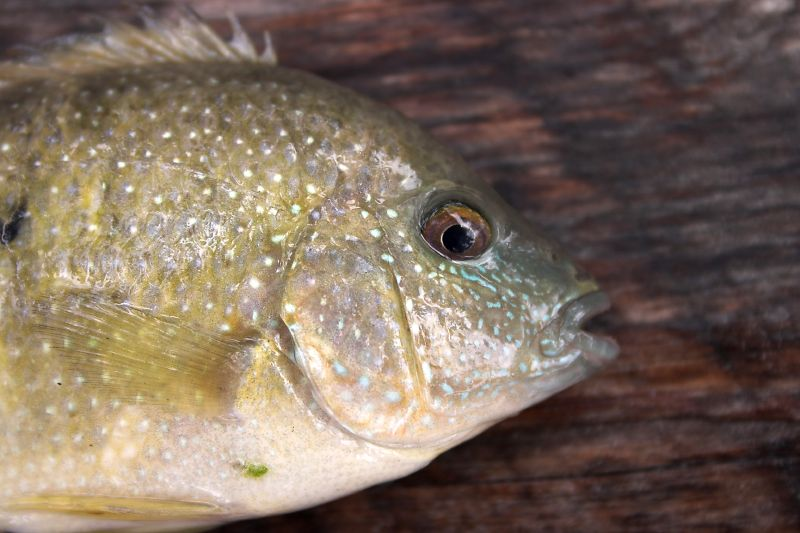
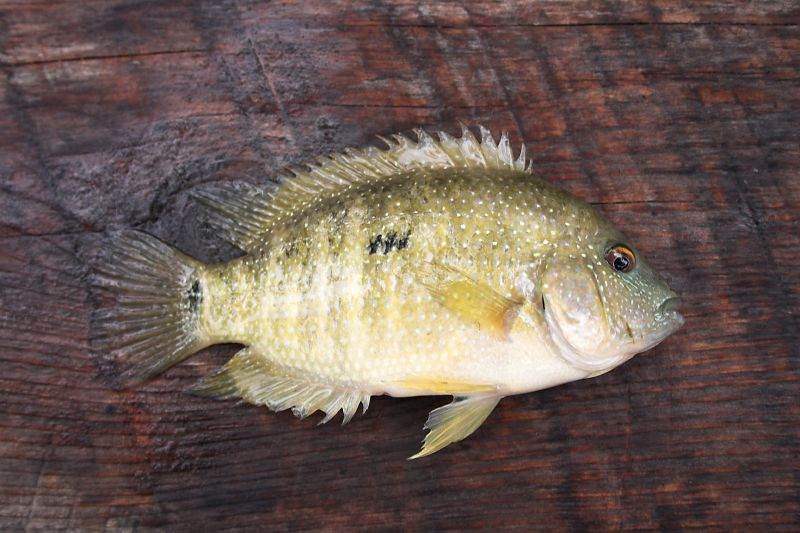
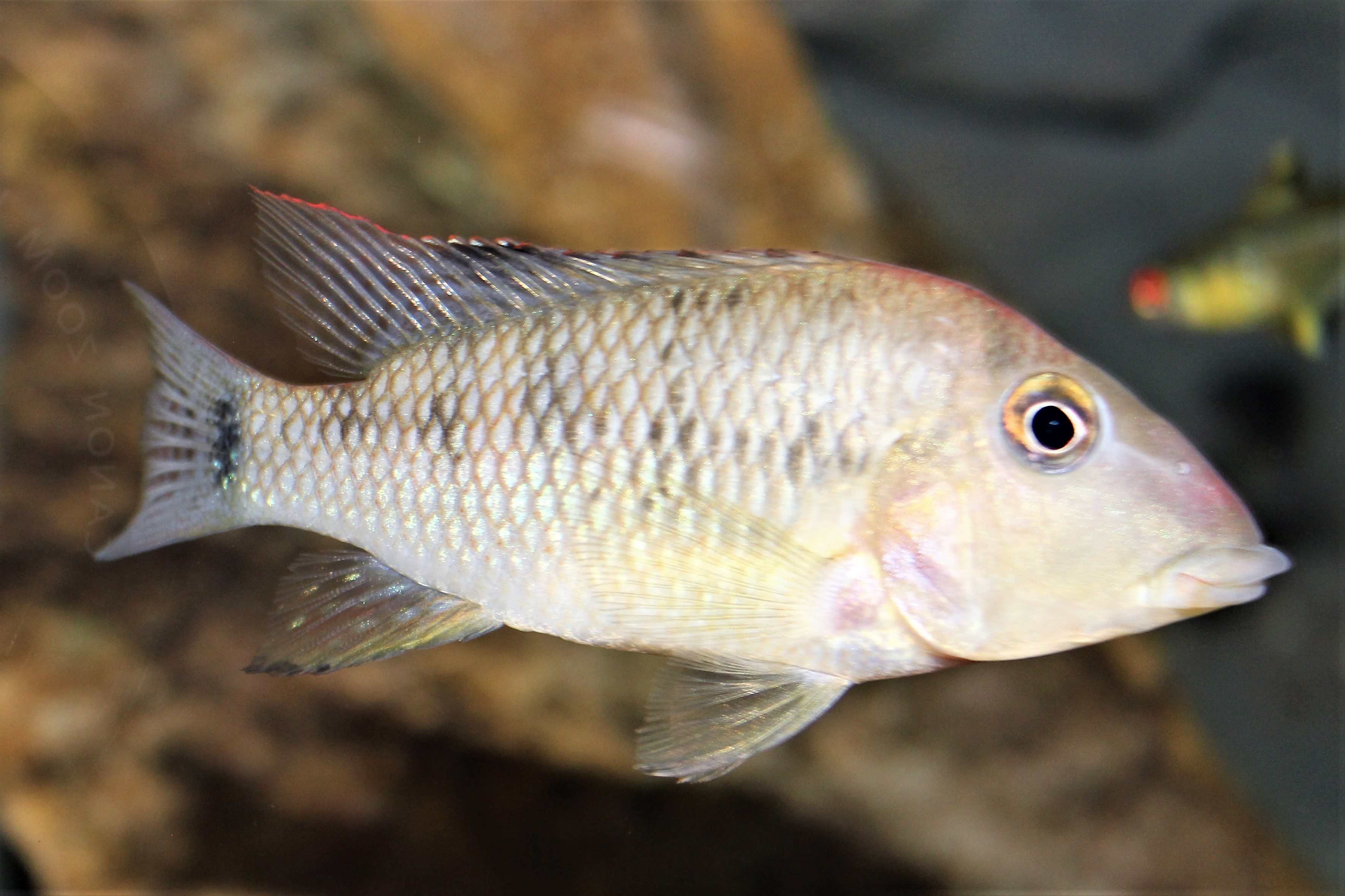